# Front Revolucionari Popular per l'Alliberament de Palestina
El Front Revolucionari Popular per l'Alliberament de Palestina (en àrab: الجبهة الشعبية الثورية لتحرير فلسطين) va ser un grup militant palestí de caràcter radical. Va sorgir al febrer de 1972, després d'una ruptura en el Front Popular per a l'Alliberament de Palestina.
El FPLP va tenir problemes de divisions internes després de l'expulsió de les milícies palestines de Jordània en 1971. Un corrent intern considerava que els líders del FPLP serien els responsables de la derrota. Es va dir al politburó del Partit d'Acció Socialista Àrab perquè intervingués en el conflicte. Finalment, l'ala esquerrana es va retirar i va formar el "Front Revolucionari Popular per l'Alliberament de Palestina". El seu líder va ser Abu Shibab, qui anteriorment era membre del politburó del FPLP.
Al voltant d'uns 150 militants es van unir a l'organització. El FRPLP mai va tenir un paper destacat en el conflicte palestí. Es diu que al principi hauria rebut suport de Fatah.